# 7 tappra män
7 tappra män (originaltitel: Shenandoah) är en amerikansk western från 1965 med James Stewart. Filmen regisserades av Andrew V. McLaglen.

## Handling
Charlie Anderson (James Stewart) är en bonde med sex söner och en dotter i Shenandoah, Virginia mitt under brinnande inbördeskrig. I tron att det inte är "hans" krig håller han sig utanför konflikten, men han tvingas in när hans yngste son tas fånge av nordstatarna.

## Rollista (i urval)
- James Stewart - Charlie Anderson
- Doug McClure - Löjtnant Sam
- Glenn Corbett - Jacob Anderson
- Patrick Wayne - James Anderson
- Rosemary Forsyth - Jennie Anderson
- Phillip Alford - Boy Anderson
- Katharine Ross - Ann Anderson
- Charles Robinson - Nathan Anderson
- Jim McMullan - John Anderson
- Tim McIntire - Henry Anderson
- Gene Jackson - Gabriel
- Paul Fix - Doktor Witherspoon
- Denver Pyle - Pastor Bjoerling